# Grand Prix moto de Saint-Marin 2010
Le  Grand Prix moto de Saint-Marin 2010 est la douzième manche du championnat du monde de vitesse moto 2010. La compétition s'est déroulée du 3 au 5 septembre 2010 sur le Misano World Circuit Marco Simoncelli. C'est la 13e édition du Grand Prix moto de Saint-Marin.
L'épreuve est marquée par la mort du pilote de 19 ans Shoya Tomizawa. Il est décédé à l'hôpital des suites des blessures qu'il a subies dans un accident pendant la course des Moto2.

## Décès de Shoya Tomizawa
Le pilote japonais est victime d'une terrible chute le 5 septembre 2010 lors de la course des Moto2. Sa roue arrière s'est dérobée dans le gazon artificiel du onzième virage Curvone lors du onzième tour ; il a été par la suite violemment percuté par les motos de Scott Redding et d'Alex De Angelis (le premier s'est quant à lui fracturé la jambe et le second est sorti indemne), qui n'ont rien pu faire pour éviter le choc du fait de leur proximité et la vitesse élevée (estimée dans ce virage entre 210 et 230 km/h). Après avoir été réanimé et mis dans un coma artificiel avec assistance respiratoire, les médecins ont constaté de multiples fractures qui se sont avérées fatales ; il est déclaré mort un peu plus d'une heure après l'accident, à l'hôpital de Riccione. Il est le premier pilote à décéder sur le coup lors d'un Grand Prix depuis Ivan Pallazzese en 1989 qui avait été tué dans des conditions similaires dans un accident impliquant également Bruno Bonhuil et Fabio Barchitta à Hockenheim. Le dernier pilote mort à l'issue d'un grand prix moto était Daijiro Kato en 2003.
Il est également à noter que l'accident s'est produit presque au même endroit où Wayne Rainey avait achevé sa carrière 17 ans jour pour jour avant le décès de Tomizawa presque à la même heure.

## Résultat des MotoGP
| Pos 1 | Num | Pilote Dani Pedrosa | Moto Honda | Tours | Temps/Écart     | Grille | Points |
| ----- | --- | ------------------- | ---------- | ----- | --------------- | ------ | ------ |
| 1     | 26  | Dani Pedrosa        | Honda      | 28    | 44 min 22 s 059 | 1      | 25     |
| 2     | 99  | Jorge Lorenzo       | Yamaha     | 28    | +1 s 900        | 2      | 20     |
| 3     | 46  | Valentino Rossi     | Yamaha     | 28    | +3 s 183        | 4      | 16     |
| 4     | 4   | Andrea Dovizioso    | Honda      | 28    | +6 s 454        | 8      | 13     |
| 5     | 27  | Casey Stoner        | Ducati     | 28    | +18 s 479       | 3      | 11     |
| 6     | 11  | Ben Spies           | Yamaha     | 28    | +28 s 385       | 5      | 10     |
| 7     | 5   | Colin Edwards       | Yamaha     | 28    | +34 s 934       | 7      | 9      |
| 8     | 19  | Alvaro Bautista     | Suzuki     | 28    | +38 s 157       | 16     | 8      |
| 9     | 40  | Hector Barbera      | Ducati     | 28    | +40 s 943       | 12     | 7      |
| 10    | 33  | Marco Melandri      | Honda      | 28    | +42 s 377       | 10     | 6      |
| 11    | 41  | Aleix Espargaro     | Ducati     | 28    | +45 s 906       | 15     | 5      |
| 12    | 7   | Hiroshi Aoyama      | Honda      | 28    | +46 s 394       | 13     | 4      |
| 13    | 14  | Randy de Puniet     | Honda      | 28    | +50 s 481       | 6      | 3      |
| 14    | 58  | Marco Simoncelli    | Honda      | 28    | +1 min 23 s 143 | 9      | 2      |
| Ab.   | 36  | Mika Kallio         | Ducati     | 17    | Abandon         | 17     |        |
| Ab.   | 69  | Nicky Hayden        | Ducati     | 3     | Abandon         | 14     |        |
| Ab.   | 65  | Loris Capirossi     | Suzuki     | 0     | Accident        | 11     |        |

## Résultat des Moto2
| Pos | Num | Pilote                | Moto        | Tours | Temps/Écart     | Grille | Points |
| --- | --- | --------------------- | ----------- | ----- | --------------- | ------ | ------ |
| 1   | 24  | Toni Elias            | Moriwaki    | 26    | 43 min 33 s 996 | 1      | 25     |
| 2   | 60  | Julián Simón          | Suter       | 26    | +1 s 969        | 3      | 20     |
| 3   | 12  | Thomas Luthi          | Moriwaki    | 26    | +11 s 917       | 15     | 16     |
| 4   | 3   | Simone Corsi          | MotoBi      | 26    | +15 s 409       | 6      | 13     |
| 5   | 65  | Stefan Bradl          | Suter       | 26    | +16 s 219       | 17     | 11     |
| 6   | 16  | Jules Cluzel          | Suter       | 26    | +16 s 676       | 4      | 10     |
| 7   | 2   | Gabor Talmacsi        | Speed Up    | 26    | +16 s 852       | 10     | 9      |
| 8   | 77  | Dominique Aegerter    | Suter       | 26    | +18 s 330       | 12     | 8      |
| 9   | 71  | Claudio Corti         | Suter       | 26    | +20 s 650       | 14     | 7      |
| 10  | 44  | Roberto Rolfo         | Suter       | 26    | +29 s 678       | 24     | 6      |
| 11  | 68  | Yonny Hernandez       | BQR-Honda   | 26    | +32 s 720       | 23     | 5      |
| 12  | 14  | Ratthapark Wilairot   | Bimota      | 26    | +35 s 098       | 32     | 4      |
| 13  | 35  | Raffaele De Rosa      | Tech 3      | 26    | +35 s 428       | 28     | 3      |
| 14  | 56  | Michael Ranseder      | Suter       | 26    | +35 s 933       | 22     | 2      |
| 15  | 52  | Lukas Pesek           | Moriwaki    | 26    | +37 s 012       | 30     | 1      |
| 16  | 55  | Hector Faubel         | Suter       | 26    | +40 s 950       | 11     |        |
| 17  | 8   | Anthony West          | MZ-RE Honda | 26    | +41 s 752       | 34     |        |
| 18  | 80  | Axel Pons             | Pons Kalex  | 26    | +41 s 878       | 26     |        |
| 19  | 19  | Xavier Simeon         | Moriwaki    | 26    | +47 s 566       | 16     |        |
| 20  | 4   | Ricard Cardus         | Bimota      | 26    | +57 s 026       | 37     |        |
| 21  | 5   | Joan Olive            | FTR         | 26    | +57 s 119       | 36     |        |
| 22  | 53  | Valentin Debise       | ADV         | 26    | +1 min 00 s 833 | 31     |        |
| 23  | 70  | Ferruccio Lamborghini | Suter       | 26    | +1 min 02 s 316 | 20     |        |
| 24  | 9   | Kenny Noyes           | Promoharris | 26    | +1 min 05 s 795 | 35     |        |
| 25  | 99  | Tatsuya Yamaguchi     | Moriwaki    | 26    | +1 min 09 s 977 | 29     |        |
| 26  | 88  | Yannick Guerra        | Moriwaki    | 26    | +1 min 16 s 520 | 39     |        |
| 27  | 95  | Mashel Al Naimi       | BQR-Honda   | 26    | +1 min 16 s 563 | 38     |        |
| 28  | 59  | Niccolo Canepa        | Bimota      | 26    | +1 min 17 s 479 | 33     |        |
| 29  | 39  | Robertino Pietri      | Suter       | 26    | +1 min 41 s 039 | 27     |        |
| Ab. | 29  | Andrea Iannone        | Speed Up    | 23    | Abandon         | 5      |        |
| Ab. | 25  | Alex Baldolini        | ICP         | 23    | Abandon         | 21     |        |
| Ab. | 72  | Yuki Takahashi        | Tech 3      | 21    | Accident        | 13     |        |
| Ab. | 40  | Sergio Gadea          | Pons Kalex  | 14    | Accident        | 18     |        |
| Ab. | 48  | Shoya Tomizawa        | Suter       | 11    | Accident mortel | 8      |        |
| Ab. | 15  | Alex De Angelis       | MotoBi      | 11    | Collision       | 7      |        |
| Ab. | 45  | Scott Redding         | Suter       | 11    | Collision       | 2      |        |
| Ab. | 75  | Mattia Pasini         | Suter       | 10    | Abandon         | 9      |        |
| Ab. | 63  | Mike Di Meglio        | Suter       | 7     | Accident        | 19     |        |
| Np. | 17  | Karel Abrahám         | FTR         |       | Pas au départ   | 25     |        |

Notes: Ab. = Abandon - Np. = Non partant

## Résultat des 125 cm³
| Pos | Num | Pilote              | Moto      | Tours | Temps/Écart     | Grille | Points |
| --- | --- | ------------------- | --------- | ----- | --------------- | ------ | ------ |
| 1   | 93  | Marc Márquez        | Derbi     | 23    | 39 min 56 s 117 | 2      | 25     |
| 2   | 40  | Nicolas Terol       | Aprilia   | 23    | +2 s 185        | 3      | 20     |
| 3   | 7   | Efren Vazquez       | Derbi     | 23    | +5 s 628        | 7      | 16     |
| 4   | 38  | Bradley Smith       | Aprilia   | 23    | +5 s 912        | 1      | 13     |
| 5   | 11  | Sandro Cortese      | Derbi     | 23    | +6 s 378        | 6      | 11     |
| 6   | 44  | Pol Espargaro       | Derbi     | 23    | +7 s 091        | 4      | 10     |
| 7   | 12  | Esteve Rabat        | Aprilia   | 23    | +23 s 835       | 8      | 9      |
| 8   | 71  | Tomoyoshi Koyama    | Aprilia   | 23    | +23 s 891       | 5      | 8      |
| 9   | 35  | Randy Krummenacher  | Aprilia   | 23    | +29 s 914       | 13     | 7      |
| 10  | 99  | Danny Webb          | Aprilia   | 23    | +29 s 969       | 9      | 6      |
| 11  | 94  | Jonas Folger        | Aprilia   | 23    | +30 s 173       | 11     | 5      |
| 12  | 14  | Johann Zarco        | Aprilia   | 23    | +38 s 411       | 10     | 4      |
| 13  | 23  | Alberto Moncayo     | Aprilia   | 23    | +38 s 689       | 14     | 3      |
| 14  | 15  | Simone Grotzkyj     | Aprilia   | 23    | +46 s 494       | 15     | 2      |
| 15  | 26  | Adrian Martin       | Aprilia   | 23    | +46 s 569       | 16     | 1      |
| 16  | 84  | Jakub Kornfeil      | Aprilia   | 23    | +1 min 00 s 269 | 19     |        |
| 17  | 78  | Marcel Schrotter    | Honda     | 23    | +1 min 01 s 708 | 18     |        |
| 18  | 97  | Armando Pontone     | Aprilia   | 23    | +1 min 07 s 377 | 22     |        |
| 19  | 69  | Louis Rossi         | Aprilia   | 23    | +1 min 07 s 414 | 21     |        |
| 20  | 95  | Alessandro Tonucci  | Aprilia   | 23    | +1 min 07 s 487 | 25     |        |
| 21  | 53  | Jasper Iwema        | Aprilia   | 23    | +1 min 07 s 905 | 17     |        |
| 22  | 96  | Tommaso Gabrielli   | Aprilia   | 23    | +1 min 29 s 668 | 27     |        |
| 23  | 72  | Marco Ravaioli      | Lambretta | 23    | +1 min 30 s 618 | 29     |        |
| 24  | 76  | Francesco Mauriello | Aprilia   | 23    | +1 min 30 s 641 | 26     |        |
| 25  | 36  | Joan Perello        | Lambretta | 22    | +1 tour         | 28     |        |
| Ab. | 87  | Luca Marconi        | Aprilia   | 16    | Abandon         | 24     |        |
| Ab. | 50  | Sturla Fagerhaug    | Aprilia   | 14    | Abandon         | 31     |        |
| Ab. | 32  | Lorenzo Savadori    | Aprilia   | 12    | Accident        | 23     |        |
| Ab. | 79  | Giovanni Bonati     | Aprilia   | 12    | Accident        | 32     |        |
| Ab. | 5   | Alexis Masbou       | Aprilia   | 8     | Abandon         | 30     |        |
| Ab. | 39  | Luis Salom          | Aprilia   | 7     | Abandon         | 12     |        |
| Ab. | 63  | Zulfahmi Khairuddin | Aprilia   | 1     | Abandon         | 20     |        |